# Alexa Bliss
Alexis Kaufman (* 9. srpna 1991 Columbus (Ohio), USA) je americká profesionální wrestlerka momentálně zápasící ve společnosti WWE v show Raw pod ringovým jménem Alexa Bliss.
V květnu 2013 podepsala smlouvu s WWE a ihned byla poslána do vývojového střediska NXT. Svůj debut v hlavním rosteru si odbyla v show SmackDown, kde později dvakrát získala ženský titul a stala se první ženou, které se to podařilo. V dubnu 2017 byla přesunuta do show Raw a ještě ten měsíc získala ženský titul této show, čímž se stala první ženou, která vyhrála oba ženské tituly. V únoru 2018 vyhrála historicky první ženský zápas typu Elimination Chamber. Později v roce 2018 vyhrála i žebříkový zápas typu Money in the Bank a v ten samý večer proměnila kontrakt, který vyhrála, v zápas o titul, který vyhrála a stala se tak pětinásobnou šampiónkou.

## Mládí
Kaufman se narodila v Columbusu, ve státě Ohio. Sportu se věnuje od pěti let, soutěžila v softballu, atletice, kickboxu a gymnastice. V roztleskávání na univerzitě v Akronu dosáhla nejvyšší úrovně, která se zde uděluje. Věnovala se také soutěžní kulturistice a soutěžila na prestižním turnaji Arnold Classic. Ve věku 15 let trpěla poruchou příjmu potravy, ale kulturistika jí pomohla tuto nemoc překonat.

## Profesionální wrestlingová kariéra

### WWE

#### NXT (2013-2016)

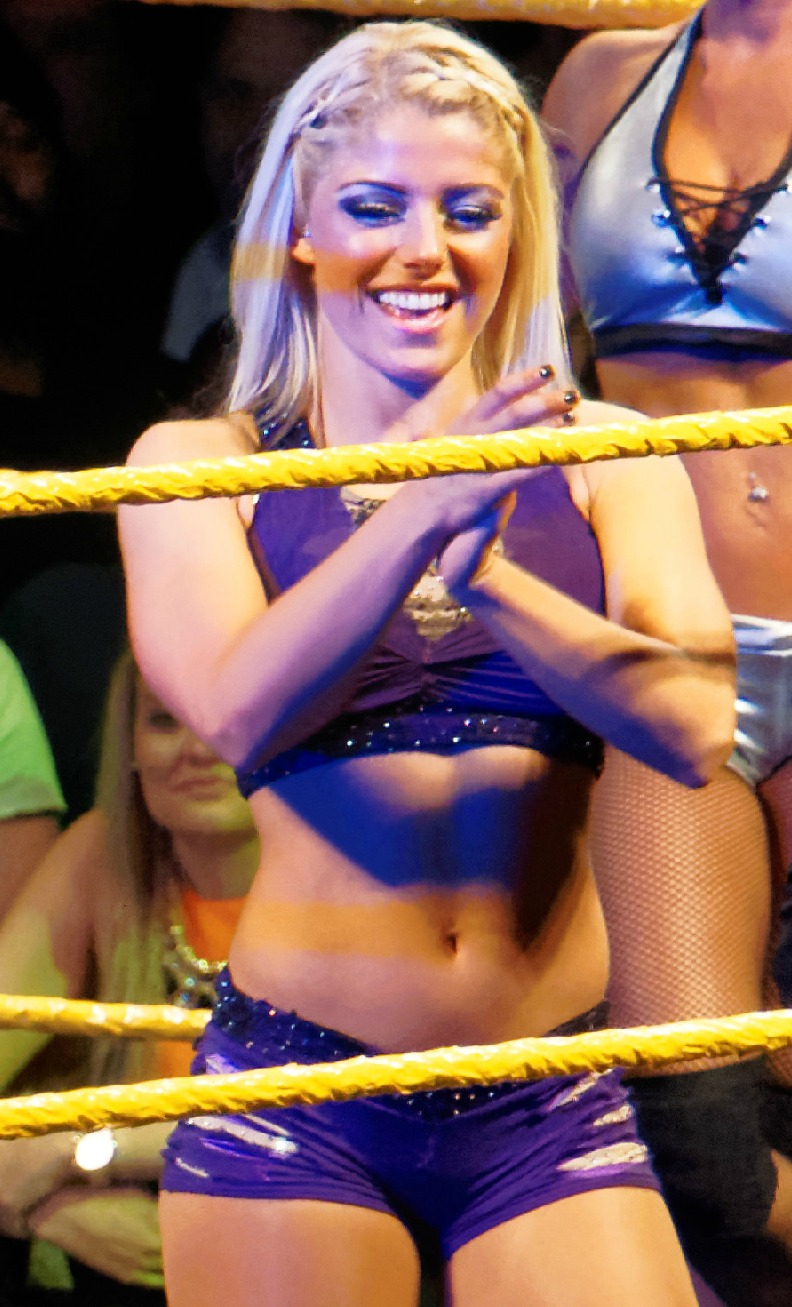
Bliss v březnu 2015

Kaufman podepsala smlouvu se společností WWE v květnu 2013. Byla přidělena do vývojového střediska NXT. Debutovala 24. července při gratulacích historicky první NXT Women's šampiónce Paige. V srpnu stránka WWE.com odhalila ringové jméno Kaufman - Alexa Bliss. Ještě než stihla znova vystoupit v NXT, doprovázela 6. dubna 2014 Triple H při jeho vstupu do ringu na WrestleManii XXX. První zápas měla, již znova v NXT, 8. května. Ztvárňovala charakter "třpytivé víly" a jednalo se o zápas v turnaji o NXT Women's Championship. Porazila bývalou Divas šampionku Alicii Fox v prvním kole, ale prohrála s Charlotte v semifinále.
Bliss se po pauze kvůli zranění vrátila na obrazovky 11. března 2015 a prohrála s Carmellou. Následující týden porazila šampionku Sashu Banks v zápase, který sice nebyl o titul, ale získala tím možnost o titul ji vyzvat. Další zápas o titul však prohrála. 13. května porazila Carmellu, když ji v zápase pomohli NXT Tag Team šampióni Buddy Murphy a Wesley Blake. 20. května během show NXT TakeOver: Unstoppable Bliss naopak pomohla Blakeovi a Murphymu v zápase o týmové tituly proti Colinu Cassadymu a Enzo Amoremu, čímž s nimi utvořila tým a začala ztvárňovat heel (záporný) charakter. 29. července Bliss opět zasáhla do zápasu o tituly, tentokrát proti Aidenovi Englishovi a Simonu Gotchovi. Ovšem 22. srpna, opět v zápase proti Englishovi a Gotchovi, byla Bliss zastavena Blue Pants před tím, než stihla zasáhnout do zápasu, a Blake s Murphym tituly prohráli. To vedlo k zápasu mezi Bliss a Blue Pants, který Bliss vyhrála.
V průběhu října a listopadu vedla Bliss feud (spor) s Bayley o NXT Women's Championship. Bliss všechny zápasy o titul prohrála. 18. května 2016 Bliss a Blake opustili Murphyho, čímž oficiálně rozpustili svůj tým. 25. května Bliss zápasila v zápase typu triple threat s Carmellou a Niou Jax o možnost vyzvat Asuku o titul, zápas však vyhrála Jax. Poslední zápas v NXT absolvovala 17. srpna, když společně s Dariou Berenato a Mandy Rose prohrála týmový zápas proti Carmelle, Liv Morgan a Nikki Glencross.

#### SmackDown Women's šampionka (2016-2017)

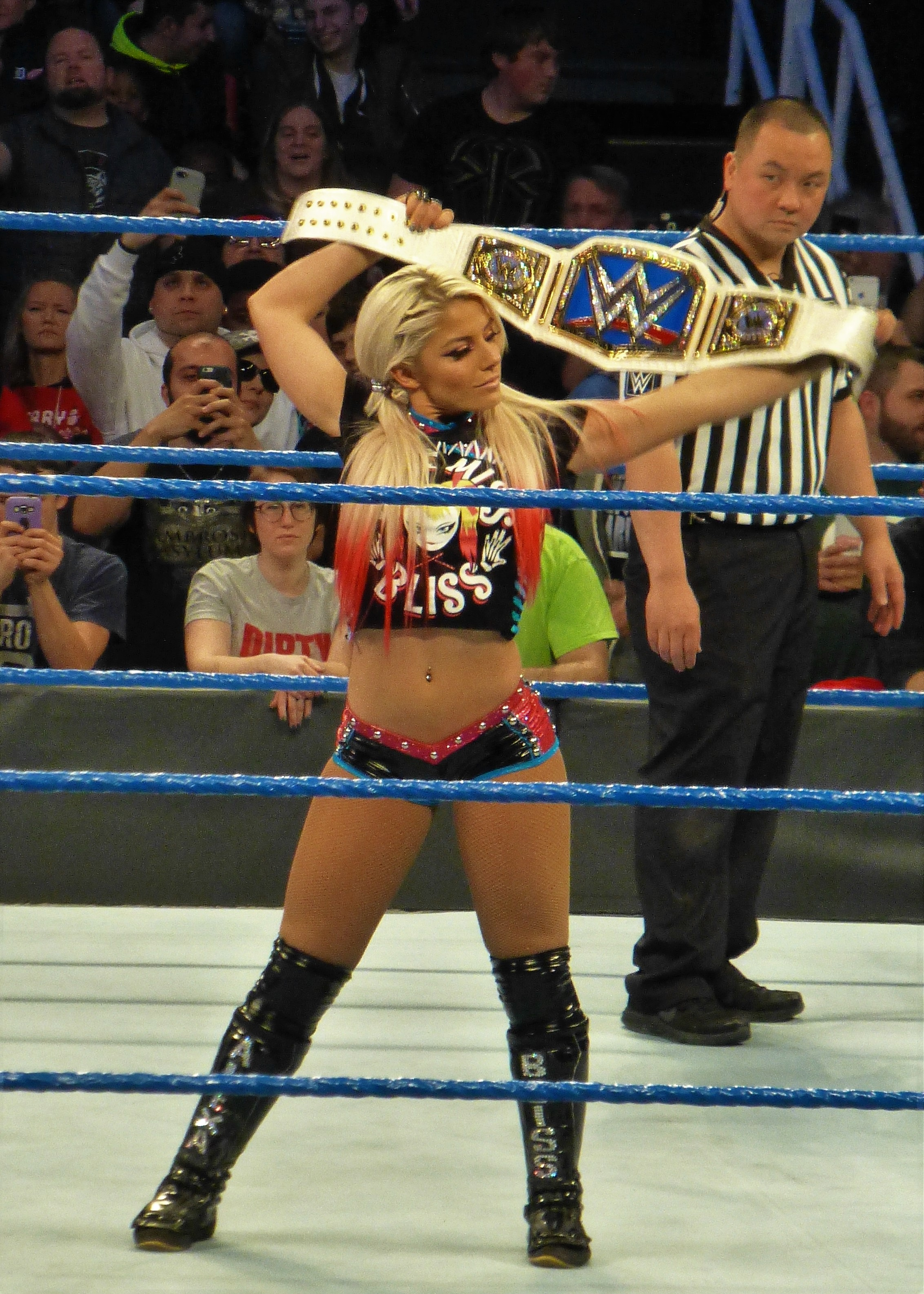
Bliss jako SmackDown Women's šampionka v prosinci 2016

19. července byla Bliss vybrána show hlavního rosteru SmackDown jako její nová posila při draftu. Debutovala 26. července v segmentu představující novou ženskou divizi této show. Prvního vítězství dosáhla poražením Becky Lynch 9. srpna. 21. srpna na placené akci (PPV) SummerSlam spojila síly s Natalyou a Nikki Bellou. V tomto složení porazily Lynch, Carmellu a Naomi. První šance získat titul přišla 11. září na PPV Backlash v zápase šesti žen, Bliss však neuspěla a titul vyhrála Becky Lynch.
Další šanci vyzvat o titul šampiona, nyní Lynch, získala Bliss 13. září. I další zápas o titul ale prohrála. Později se účastnila zápasu žen z show Raw proti ženám z show SmackDown, ovšem i tento zápas ona a její tým prohrála. 4. prosince na PPV TLC Bliss porazila Becky Lynch a získala tak svůj první titul v hlavním rosteru.
17. ledna 2017 úspěšně obhájila svůj titul proti Lynch v zápase v železné kleci, když ji pomohla Mickie James. Titul ovšem prohrála již 12. února v zápase proti Naomi. Naomi se ovšem zranila a 21. února Bliss porazila Lynch v zápase o titul bez držitele,čímž se stala historicky první dvojnásobnou SmackDown ženskou šampionkou. Titul ztratila na hlavní PPV roku Wrestlemanii 33 2. dubna v zápase proti Lynch, Carmelle, James, Natalyi a Naomi (vítěz). O dva dny později Bliss využila svého práva na odvetný zápas o titul, ve kterém ovšem neuspěla.

#### Raw Women's šampionka (2017-2018)

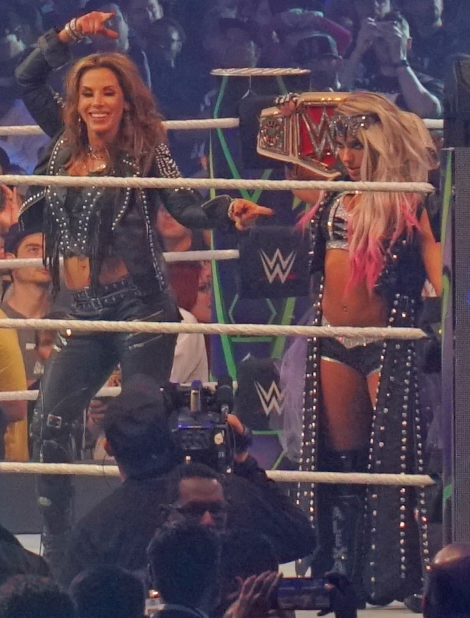
Mickie James doprovází Bliss (vpravo) na WrestleManii 34 v dubnu 2018

10. dubna 2017 byla Bliss poslána do show Raw, kde ihned konfrontovala šampionku Bayley. O týden později vyhrála zápas čtyř žen a stala se tak hlavním vyzyvatelem o titul. Na PPV Backlash porazila v zápase o titul Bayley a stala se první ženou, která získala jak Raw, tak SmackDown ženský titul. Bliss uspěla i v následné odvetě na PPV Extreme Rules. Poté začala feud se Sashou Banks, kterou první porazila na PPV Great Balls of Fire, ovšem 20. srpna na PPV SummerSlam již úspěšná nebyla a titul proti Banks ztratila. Dokázala však titul získat znovu v odvetě o osm dní později.
24. září na PPV No Mercy úspěšně obhájila titul v zápase pěti žen proti Bayley, Nie Jax, Emmě a Banks. Další noci Bliss započala krátký feud s Mickie James, kterou následně porazila na PPV TLC.
Dne 25. února 2018 na PPV Elimination Chamber vyhrála vůbec první ženský zápas typu elimination chamber. Nedlouho poté se účastnila smíšeného týmového turnaje žen a mužů s Braunem Strowmanem jako jejím partnerem. Duo došlo až do semifinále turnaje, kde byli poraženi Asukou a The Mizem. 8. dubna na WrestleManii 34 Bliss ztratila titul po 223 dnech v zápase proti Nie Jax. 6. května na PPV Backlash využila práva na odvetu, ovšem byla neúspěšná a navíc utrpěla zranění ramene.
Krátce po ztrátě titulu vyhrála Bliss zápas proti Bayley a Mickie James a získala tak místo v žebříkovém zápase Money in the Bank. Tento zápas vyhrála a získala tak kontrakt, který ji umožnil vyzvat držitele titulu kdykoliv a kdekoliv, čehož využila ještě tu samou noc a titul získala po inkasování kontraktu v zápase Nii Jax proti Rondě Rousey. Titul úspěšně obhájila v zápase bez pravidel na další PPV Extreme Rules. Na PPV SummerSlam, 19. srpna, titul ztratila proti Rondě Rousey a nepodařilo se ji vyhrát ani v odvetě na PPV Hell in a Cell následující měsíc.

#### Různé feudy (2018–současnost)
V říjnu započaly Bliss a Mickie James feud s legendami Trish Stratus a Litou, členkami Síně slávy WWE, který nakonec vedl k vyhlášení tag team zápasu na ženské PPV WWE Evolution. Jen tři dny před show, 25. října, bylo oznámeno, že Bliss utrpěla otřes mozku a v zápase byla nahrazena Alicií Fox. V listopadu byla stále zraněná Bliss ohlášena jako kapitánka a zároveň manažerka týmu Raw v ženském eliminačním zápase Raw versus SmackDown na PPV Survivor Series. Tým Raw zvítězil poté, co poslední přeživší Nia Jax eliminovala Asuku. Následně následovalo týmování s Nikky Cross a později aliance s Braywm Wyattem.

## Jiná média
Alexa Bliss se pravidelně objevuje ve WWE videohrách.
24. července 2017 bylo oznámeno, že bude součástí ženské WWE reality show Total Divas.

## Osobní život
Kaufman je vášnivou fanynkou Disney a již od mala každým rokem navštěvuje zábavní park Walt Disney World. Je také fanynkou NHL týmu svého rodného města Columbus Blue Jackets. Wrestlingovými vzory jí byli Trish Stratus a Rey Mysterio.
Je fanynkou cosplayů, které inspirovaly mnoho jejího ringového oblečení - inspirovali ji například Freddy Krueger, Harley Quinn, Iron Man, The Riddler, Supergirl a Chucky.
V roce 2022 si vzala svého snoubence Ryana Cabrera. V květnu příštího roku oznámili těhotenství. Má neslyšícího mazlíčka miniprasátko jménem Larry-Steve, což ji přimělo, aby se stala vegetariánem.

## Úspěchy a ocenění
- Pro Wrestling Illustrated
  - umístil Bliss na 2. místo v žebříčku PWI Female 100 v roce 2018
- Rolling Stone
  - 2. nejlepší Wrestler Roku (2017)
- WWE
  - WWE Raw Women's Championship (3krát)
  - WWE SmackDown Women's Championship (2krát)
  - WWE Women's Tag Team Championship (3 krát) – s Nikki Cross (2) a Asukou (1)
  - WWE 24/7 Championship (1 krát)
  - Money in the Bank (2018)
  - Triple Crown